# Fratellanza Sportiva Sestrese 1945-1946
Questa voce raccoglie le informazioni riguardanti  la Fratellanza Sportiva Sestrese nelle competizioni ufficiali della stagione 1945-1946.

## Rosa
| N. |                   | Ruolo | Calciatore          |
| -- | ----------------- | ----- | ------------------- |
|    | Italia (bandiera) | A     | Natale Biddau       |
|    | Italia (bandiera) | D     | Giordano Bonelli    |
|    | Italia (bandiera) | D     | Edgardo Ciancamerla |
|    | Italia (bandiera) | C     | Alessandro Ciferri  |
|    | Italia (bandiera) | P     | M. Franchi          |
|    | Italia (bandiera) | C     | Ivaldi (II)         |
|    | Italia (bandiera) | C     | Antonio Ivaldi (I)  |

| N. |                   | Ruolo | Calciatore                  |
| -- | ----------------- | ----- | --------------------------- |
|    | Italia (bandiera) | D     | Antonio Lucchese            |
|    | Italia (bandiera) | D     | Carlo Manfredini            |
|    | Italia (bandiera) | A     | Giovanni Battista Pastorino |
|    | Italia (bandiera) | C     | Pietro Pastorino            |
|    | Italia (bandiera) | A     | Perazzolo                   |
|    | Italia (bandiera) | A     | Aldo Peruzzo                |
|    | Italia (bandiera) | P     | Tonini                      |